# Liste der Monuments historiques in Savigny-sur-Aisne
Die Liste der Monuments historiques in Savigny-sur-Aisne führt die Monuments historiques in der französischen Gemeinde Savigny-sur-Aisne auf.

## Liste der Immobilien
| Bezeichnung       | Beschreibung                                                                                      | Standort                 | Kennzeichnung | Schutzstatus | Datum | Bild           |
| ----------------- | ------------------------------------------------------------------------------------------------- | ------------------------ | ------------- | ------------ | ----- | -------------- |
| Kirchhof          | Einfriedungs- und Stützmauern des ehemaligen Friedhofs sowie Freitreppe zum Westportal der Kirche | Place de l’Église (Lage) | PA00078513    | Classé       | 1935  | weitere Bilder |
| Kirche Notre-Dame | aus dem 15. Jahrhundert                                                                           | Place de l’Église (Lage) | PA00078514    | Classé       | 1913  | weitere Bilder |

## Liste der Objekte
| Bezeichnung                              | Beschreibung           | Standort                        | Kennzeichnung | Schutzstatus | Datum | Bild |
| ---------------------------------------- | ---------------------- | ------------------------------- | ------------- | ------------ | ----- | ---- |
| Grabstein für Jean Bricot                | Stein, bezeichnet 1586 | in der Kirche Notre-Dame (Lage) | PM08000505    | Classé       | 1908  |      |
| Grabstein für Honoré-Valentin de Davigny | Stein, bezeichnet 1564 | in der Kirche Notre-Dame (Lage) | PM08000506    | Classé       | 1908  |      |